# Effekt des inerten Elektronenpaares
Der Effekt des inerten Elektronenpaares oder Inert-Pair-Effect ist ein relativistischer Effekt, der die bevorzugte Bildung von Ionen mit zwei Oxidationsstufen unterhalb der zu erwartenden beschreibt. Dies geschieht bei Elementen mit p-Elektronen ab der 13. Gruppe (3. Hauptgruppe). 
Ab der 4. Periode beginnend, aber vor allem ab der 6. Periode bewegen sich die Elektronen in den inneren s-Orbitalen nahezu mit Lichtgeschwindigkeit. Das führt dazu, dass die Masse der s-Elektronen zunimmt (relativistische Massenzunahme) und damit ihr mittlerer Abstand zum Kern abnimmt. Das Orbital „schrumpft“ sozusagen. Auf Grund der Orthogonalität der s-Orbitale wirkt sich ein Schrumpfen des 1s-Orbitals direkt auf alle höheren s-Orbitale aus, welche somit ebenfalls kontrahieren. Eine Folge daraus ist, dass die Ionisierungsenergien (die normalerweise innerhalb einer Hauptgruppe nach unten abnehmen) zunehmen.   
So sind etwa die Ionisierungsenergien der s-Elektronen in Thallium größer als in Aluminium.
Die s-Elektronen verhalten sich also „inert“ gegen Ionisierung.
So bildet sich zum Beispiel Tl(I) bevorzugt gegenüber Tl(III) und Pb(II) leichter als Pb(IV).
Der Name stammt von Nevil Vincent Sidgwick. Dieser erklärte es ursprünglich dadurch, dass in den p-Blöcken (p-Elektronen unter den Valenzelektronen) die s-Elektronen unter den Valenzelektronen stärker gebunden sind, wenn man zu höheren Perioden übergeht, und damit nicht mehr für kovalente Bindungen zur Verfügung stehen. Zum Beispiel bilden in der 4. Hauptgruppe (Kohlenstoffgruppe) Kohlenstoff und Silizium vierwertige Verbindungen mit Chlor, die Elemente Zinn und Blei in den höheren Perioden aber nur zweiwertige. Die Erklärung wurde später für unzureichend empfunden, zum Beispiel verhielten sich die Ionisierungsenergien der s-Elektronen in der 3. Hauptgruppe (Borgruppe) nicht wie gemäß dieser Erklärung erwartet. Stattdessen wurden relativistische Effekte zur Erklärung herangezogen.